# Fatevi vivi, la polizia non interverrà
Pour plus de détails, voir Fiche technique et Distribution.
Fatevi vivi, la polizia non interverrà est un poliziottesco italien réalisée par Giovanni Fago sorti en 1974. 

## Synopsis
La fille de l'ingénieur Bonsanti est enlevée par des inconnus sous les yeux de témoins, dont une prostituée. L'ingénieur Bonsanti contacte le commissaire Caprile pour retrouver sa fille. Pendant ce temps, les ravisseurs discutent avec leur chef, qui se fait appeler le maestro, pour obtenir une rançon des parents de la fillette. Les soupçons du commissaire se portent sur un baron de la mafia, Don Francesco, qui déclare sans ambages qu'il ne s'intéresse jamais aux femmes et aux enfants. En fait, il ne sait pas qui, parmi ses associés, a organisé l'enlèvement de la jeune fille. Alors que la police s'active, Don Francesco repère le maestro et le tue, mais la valise contenant l'argent tombe à l'eau : elle est récupérée par Don Francesco et ses hommes, dont l'un informe la police de l'endroit où la petite fille est emprisonnée.

## Fiche technique
- Titre original : Fatevi vivi, la polizia non interverrà[1]
- Réalisateur : Giovanni Fago
- Scénario : Giovanni Fago, Adriano Bolzoni
- Photographie : Roberto Gerardi
- Montage : Alberto Gallitti
- Musique : Piero Piccioni
- Décors : Amedeo Fago (it)
- Costumes : Orietta Nasalli Rocca
- Maquillage : Marisa Marconi
- Production : Ottavio Oppo
- Société de production : Produzioni Associate Delphos
- Pays de production :  Italie
- Langue originale : italien
- Format : Couleurs par Eastmancolor - Son mono - 35 mm
- Genre : Poliziottesco
- Durée : 90 minutes
- Dates de sortie : 
  - Italie : 13 août 1974

## Distribution
- Henry Silva : Commissaire Caprile
- Rada Rassimov : Marta
- Philippe Leroy : le Maestro
- Gabriele Ferzetti : Don Francesco Salvatore, dit « Frank »
- Franco Diogene : Nino
- Lia Tanzi : Marisa
- Calisto Calisti : Malacria
- Marco Bonetti : Pino
- Pino Ferrara : Mercuri
- Omero Antonutti : l'ingénieur Bonsanti
- Armando Brancia : l'avocat Zevi
- Loris Bazzocchi : Locri
- Paul Müller : Jimmy
- Fausta Avelli : Luisa Bonsanti
- Luciano Bartoli : Rosolino Federici
- Renato Pinciroli : Turiddu
- Bruno Boschetti : Spaventa
- Gianfranco Barra : Carlo, le barman
- Rosita Torosh : La femme de Bonsanti
- Antonio Formicola : l'avocat de Rosolino Federici
- Alessandro Perrella : le médecin de la morgue
- Margherita Horowitz : Gemma, la servante